# Acropolitis hedista
Acropolitis hedista is een vlinder uit de onderfamilie Tortricinae van de familie bladrollers (Tortricidae). De wetenschappelijke naam van de soort is, als Catamacta hedista, voor het eerst geldig gepubliceerd in 1916 door Turner.

## Type
- holotype: "male"
- instituut: ANIC, CSIRO, Canberra, Australian Capital Territory, Australië
- typelocatie: "Australia, Queensland, Brisbane"

## Synoniemen
- Acropolitis lichenica Turner, 1925
  - Typelocatie: "Australia. Queensland, Lamington National Park"
  - Lectotype: ANIC. female